# Ибрагимова, Сафура Агабаба кызы
Сафура Агабаба кызы Ибрагимова (азерб. Səfurə Ağababa qızı İbrahimova; 27 декабря 1938, Баку, Азербайджанская ССР, СССР — 21 декабря 2020, там же, Азербайджан) — советская и азербайджанская актриса театра и кино, заслуженная артистка Азербайджанской ССР (1974), народная артистка Азербайджанской Республики (2002).

## Биография
Родилась 27 декабря 1938 года в Баку, родом из посёлка Нардаран. Отец Ибрагимов Агабаба, мать Ибрагимова Айна, в семье было 3 брата и 3 сестры.  После окончания средней школы поступила в труппу драматического театра. В 1960 году с целью углубления актёрской профессии поступила в Азербайджанский государственный институт драматического театра. В 1961 году, будучи выпускницей этого института, в качестве дипломной работы сыграла в спектакле Сердце матери. Актриса лирико-драматической направленности. В советском азербайджанском кинематографе дебютировала в 1961 году и с тех пор сыграла 21 роль в кино. Являлась лауреатом Государственной премии Азербайджанской ССР, Заслуженной артисткой Азербайджанской ССР (1.06.1974) и Народной артисткой Азербайджанской Республики (24.12.2002).
5 июля 2003 года Ибрагимовой была присуждена Персональная пенсия Президента Азербайджанской Республики.
Скончалась 21 декабря 2020 года в Баку.

## Фильмография

### Избранные фильмы
- 1961 — Наша улица — Ася
- 1965 — Аршин мал алан — Телли
- 1969 — Я помню тебя, учитель — жена Наджафова
- 1970 —
  - На дальних берегах
  - Севиль
- 1975 —
  - Звук свирели — Исмет
  - Яблоко как яблоко — Медина
- 1976 — Дервиш взрывает Париж
- 1978 — Свекровь — Садакат

## Театральные работы
- 1961 — Сердце матери

### Без точных дат
- Вагиф — Гульнара/Тамара.
- Гамлет — Офелия.
- Живой труп — Саша.
- Пламя — Эсмер.
- Севиль — Севиль (главная роль).
- Ханума — Сона.